# Джопуа, Хута Франкелович
Хута Франкелович Джопуа (1931, Абхазская ДССР — 15 октября 2012, Сухум, Абхазия) — абхазский артист и театральный режиссёр, народный артист Абхазии, кавалер ордена «Ахьдз-Апша».

## Биография
Родился в 1931 году в Абхазской ДССР.
В 1963 году окончил режиссёрский факультет Государственного театрального института им. Ш. Руставели (класс профессора Михаила Туманишвили). После окончания института вернулся в Абхазию, где начал работать в Абхазском государственном драматическом театре. Позднее назначен главным режиссёром театра в должности которого поставил ряд спектаклей, пользовавшихся большим зрительским успехом: «Золотая тропинка» (по пьесе-комедии М. Чамагуа), «Улица Три соловья, дом № 17» (Д. Добрычанина), «Бог Саваоф» (С. Чанба), «Перед восходом солнца» (по пьесе Г. Габуниа), «Кровавая свадьба» (по произведению Гарсиа Лорки).
Одновременно работал в Театре сатиры и юмора «Чарирама» при Государственной филармонии Абхазии, где играл вместе с Амираном Таниа и Сергеем Саканиа.
Скончался 15 октября 2012 года в Сухуме.

## Награды
- 2011 — Орден «Ахьдз-Апша»(«Честь и Слава») III степени[2].

## Фильмография
- «Колчерукий» (по Ф. Искандеру) главная роль
- «Колокол священной кузни» (по произведению Ш. Аджинджал), роль священника
- «Татчка и Кишуард» (телеспектакль), роль контролера